# Ahmed Al-Arbeed
Ahmed Al-Arbeed (arabisk: أحمد العربيد) er en kuwaitisk fægter som deltog i de olympiske lege 1976 i den individuelle og i holdkonkurrencen i fleuret for mænd.